# Українське товариство допомоги емігрантам з Великої України
Украї́нське товари́ство допомо́ги емігра́нтам з Вели́кої Украї́ни — допомогова й культурна установа (1921—1939).

## Історія товариства
Товариство засновано 1921 року у Львові. Спершу діяло як Наддніпрянська секція Горожанського комітету.
Товариство організувало широку допомогову акцію для еміграції з Наддніпрянщини: матеріальну, правничу, медичну, культурно-освітню тощо. Мало бібліотеку, закладало майстерні, кооперативи, влаштовувало концерти, доповіді, допомагало студентам. Від 1922 року видавало річник (календар-альманах) «Дніпро».
Товариство діяло до початку війни 1939 року. Товариство діяло також у Варшаві, Каліші та Ченстохові.

## Найактивніші діячі
Головою товариства був Володимир Дорошенко. Інші діячі: Леонід Білецький, Марія Донцова, Петро Холодний, Степан Федак, Ілля Кокорудз та ін.